# (44711) Carp
(44711) Carp (1999 TD4) – planetoida z pasa głównego asteroid okrążająca Słońce w ciągu 3,39 lat w średniej odległości 2,25 j.a. Odkryta 3 października 1999 roku.